# خاندان شهریار
خاندان شهریار (به مازندرانی:شیارِ) به اسپهبد شهریار باوند تبارشان می‌رسند. منسوبان این خاندان امروزه در استان مازندران نشیمن دارند. 
شهریارها در اصل بازماندهٔ بیستمین پادشاه ساسانی قباد پسر پیروز هستند.
قباد پسر پیروز نخستین فرزند خود کاووس را به فرمانروایی تبرستان گماشت ولی با مرگ قباد و آغاز شاهی انوشیروان، کاووس فرمانروایی تبرستان را از کف داد و قارن جانشینش شد. فرزند کاووس یعنی شاپور هم از فرمانروایی دور ماند ولی نوهٔ او باو در زمان شاهی خسرو پرویز حاکم تبرستان شد. فرزندان باو در تبرستان قدرت را به‌دست گرفتند و قرن‌ها نسل به نسل حاکم این ولایت بودند تا اینکه نوبت به حکومت شهریار یکم سرزنجیرهٔ خاندان شهریار رسید. 
خاندان شهریار که تا ۸۰۰ سال پس از ظهور اسلام همچنان بر دین نیاکان خود بودند سرانجام به دست سادات عمادی در سدهٔ ۸ قمری به اسلام گرویدند. با قدرت‌یابی سادات در این قرن کم‌کم از نفوذ خاندان شهریاری تا مدتی کم شد ولی در دوره‌های بعد مثلاً در زمان قاجاریان همچنان شاهد قدرت این خاندان در جای‌جای مازندران هستیم. در دوره پهلوی نیز افرادی از این خاندان مانند علی‌قلی مسعودالملک به نمایندگی مجلس شورای ملی رسیدند.

## بن مایه
- تاریخ تبرستان - اردشیر برزگر